# 瓦勒德勒伊
瓦勒德勒伊（法語：Val-de-Reuil，法語發音：[val də ʁœj]）是法国厄尔省的一个市镇，位于该省东北部，塞纳河畔，属于莱桑德利区。瓦勒德勒伊是法国二战后所建的九个新城之一，于1984年定名。

## 地理
瓦勒德勒伊（49°16'28"N, 1°12'37"E）面积25.6 平方千米，位于法国诺曼底大区厄尔省，该省份为法国北部内陆省份，北起滨海塞纳省，西接奧恩省和卡爾瓦多斯省，南至厄尔-卢瓦省，东临瓦兹省、瓦兹河谷省和伊夫林省。
瓦勒德勒伊的时区为UTC+01:00、UTC+02:00（夏令时）。

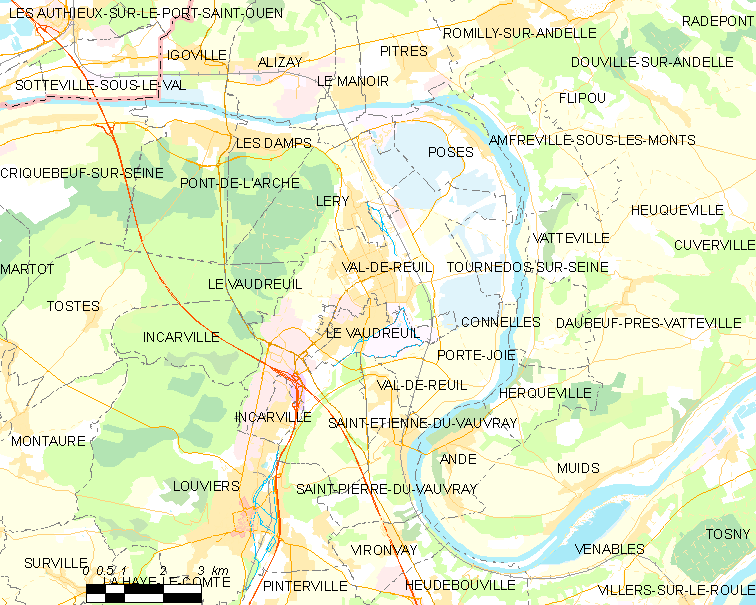
瓦勒德勒伊的OSM定位图

## 行政
瓦勒德勒伊的邮政编码为27100，INSEE市镇编码为27701。

## 政治
瓦勒德勒伊所属的省级选区为瓦勒德勒伊县。

## 人口

1962-2008年间瓦勒德勒伊人口变化图示

瓦勒德勒伊于2022年1月1日时的人口数量为12939人。